# Афанасьев, Виктор Михайлович (сержант)
Виктор Михайлович Афанасьев (1925, Елец, Орловская губерния — 1982, Елец, Липецкая область) — сержант Рабоче-крестьянской Красной Армии, участник Великой Отечественной войны, Герой Советского Союза (1945).

## Биография
Виктор Афанасьев родился 2 февраля 1925 года в городе Елец Липецкой области в рабочей семье. Получил начальное и среднее образование. В июле 1942 года он был призван на службу в Рабоче-крестьянскую Красную армию. С декабря 1943 года — на фронтах Великой Отечественной войны. К июлю 1944 года сержант Виктор Афанасьев командовал отделением взвода пешей разведки 609-го стрелкового полка 139-й стрелковой дивизии 50-й армии 2-го Белорусского фронта. Отличился во время форсирования реки Неман .
15 июля 1944 года, несмотря на сильный огонь противника, Афанасьев вместе с группой из шести бойцов переплыл реку Неман в районе деревни Ковши к юго-востоку от Гродно и закрепился на её левом берегу. Участвовал в отражении контратак немецких войск и удержании захваченного плацдарма. Был ранен, но поля боя не покинул.
Указом Президиума Верховного Совета СССР от 24 марта 1945 года сержант Виктор Афанасьев был удостоен высокого звания Героя Советского Союза с вручением ордена Ленина и медали «Золотая Звезда».
После окончания войны Афанасьев был демобилизован. Вернулся в Елец. В 1949 году вступил в ВКП(б). В 1958 году заочно окончил Московский техникум МПС. Работал мастером цеха на машиностроительном заводе. Умер 31 марта 1982 года.

## Награды и звания
- Герой Советского Союза (1945)
- Орден Ленина
- Медаль «Золотая Звезда»
- Орден Отечественной войны II степени
- Ряд медалей

## Память
Имя В. М. Афанасьева носит одна из улиц в Гродно.